# Dolina Koni
Dolina Koni (ang. Horseland, 2006–2008) – kanadyjsko-amerykański serial animowany wyprodukowany przez DIC Entertainment i Cookie Jar Entertainment. Jego światowa premiera odbyła się 16 września 2006 roku na kanale CBS i był emitowany do 6 grudnia 2008 roku. W Polsce premiera serialu nastąpiła 11 listopada 2011 roku na kanale teleTOON+ w wersji standardowej, a od czerwca 2012 roku w wersji migowej dla dzieci niesłyszących i słabosłyszących. 
Serial został wydany na DVD przez Cass Film z innym dubbingiem oraz pod innym tytułem Horseland – Kraina Koni. Dostępne są w sprzedaży od 4 lipca 2011 roku.

## Opis fabuły
Serial opowiada o przygodach sześciu dziewczynek i chłopca, którzy spotykają się w niesamowitym miejscu zwanym Doliną Koni, w którym mieści się stajnia, ujeżdżalnia, zielone pastwiska, stodoła oraz trasy jeździeckie z pięknymi widokami.

## Wersja polska

### Wersja telewizyjna
Wersja polska: na zlecenie teleTOON+ – Studio Publishing

Dialogi: 
- Katarzyna Michalska (odc. 1-10),
- Małgorzata Kochańska (odc. 11-39)

Reżyseria: Dorota Kawęcka

Dźwięk i montaż: Jacek Kacperek

Kierownictwo produkcji: Urszula Jankowska

W wersji polskiej udział wzięli:
- Julia Kołakowska-Bytner – Sarah Whitney
- Beata Jankowska – 
  - Alma Rodriguez,
  - Mesa (odc. 17),
  - Scarlet (w jednej scenie odc. 24),
  - Sugar (odc. 35)
- Katarzyna Łaska – 
  - Molly Washington,
  - Calypso,
  - Caby (odc. 30, 33)
- Mateusz Lewandowski – Will Taggert
- Brygida Turowska –
  - Bailey Handler,
  - Scarlet
- Monika Wierzbicka – 
  - Chloe Stilton,
  - Button
- Bożena Furczyk –
  - Zoey Stilton,
  - Pepper
- Andrzej Chudy – Shep
- Jolanta Wilk – Angora
- Beata Wyrąbkiewicz – Teeny
- Cezary Kwieciński – 
  - Chili,
  - Ojciec Sary,
  - Jimber,
  - Chuco (odc. 17),
  - Samberst (odc. 32, 38)
- Janusz Wituch – 
  - Aztec,
  - Mosey (odc. 20)

oraz
- Jacek Wolszczak – Jessie (odc. 13)
- Robert Tondera –
  - Buddy (odc. 13),
  - Bucefał (odc. 14),
  - Puma,
  - Diablo (odc. 19),
  - Ramak (odc. 24)
- Agnieszka Fajlhauer – 
  - Mary (odc. 15),
  - Madison (odc. 19),
  - Lissy (odc. 35),
  - księżniczka Linia (odc. 37)
- Tomasz Błasiak – Smite (odc. 23)
- Kajetan Lewandowski – Chase (odc. 27)
- Grzegorz Kwiecień – 
  - Samberst (odc. 28),
  - Nick (odc. 29),
  - River (odc. 31)
- Agnieszka Mrozińska – Noni (odc. 28-32, 34, 36, 38-39)
- Ewa Serwa
- Mirosław Wieprzewski

i inni
Piosenkę śpiewała: Magda Tul
Lektor: Janusz Kozioł

### Wersja DVD
Opracowanie i udźwiękowienie wersji polskiej: na zlecenie Cass Film – STUDIO M.R. SOUND

Reżyseria: Tomasz Marzecki

Dialogi: Hanna Górecka

Dźwięk: Krzysztof Podolski

Opracowanie muzyczne: Piotr Gogol

Kierownictwo produkcji: Marzena Omen-Wiśniewska

Udział wzięli:
- Krystyna Kozanecka – Sarah Whitney
- Anna Wiśniewska – Molly Washington
- Beata Wyrąbkiewicz – Alma Rodriguez
- Aleksandra Bieńkowska – Chloe Stilton
- Mateusz Narloch – Will Taggert
- Beata Jankowska-Tzimas – Teeny
- Mieczysław Morański – Shep
- Brygida Turowska – Angora
- Adrian Perdjon –
  - Bailey Handler,
  - komentator zawodów (odc. 6)
- Katarzyna Łaska – Zoey Stilton

oraz:
- Lucyna Malec –
  - Scarlet,
  - Pepper
- Leszek Zduń –
  - Chili,
  - Aztec
- Hanna Kinder-Kiss – Button
- Anna Apostolakis – Calypso
- Tomasz Marzecki –
  - komentator zawodów (odc. 2, 6),
  - ojciec Sary (odc. 3),
  - Jimber

i inni
Tekst piosenki: Andrzej Gmitrzuk

Śpiewała: Magdalena Tul
Lektor: Tomasz Marzecki

## Spis odcinków
| Premiera odcinka | N/o | Polski tytuł (TV)                      | Polski tytuł (DVD)                  | Angielski tytuł                    |
| ---------------- | --- | -------------------------------------- | ----------------------------------- | ---------------------------------- |
|                  |     |                                        |                                     |                                    |
| SERIA PIERWSZA   |     |                                        |                                     |                                    |
|                  |     |                                        |                                     |                                    |
| 11.11.2011       | 01  | Nie oceniaj dziewczyny po limuzynie    | Nie oceniaj dziewczyny po limuzynie | You Can’t Judge a Girl By Her Limo |
|                  |     |                                        |                                     |                                    |
| 11.11.2011       | 02  | Przegrać znaczy wygrać                 | Raz na koniu, raz pod koniem        | Win Some, Lose Some                |
|                  |     |                                        |                                     |                                    |
| 14.11.2011       | 03  | Znowu w siodle                         | Znowu w siodle                      | Back in the Saddle Again           |
|                  |     |                                        |                                     |                                    |
| 15.11.2011       | 04  | Kłamczucha                             | Fałszywy alarm                      | Cry Wolf                           |
|                  |     |                                        |                                     |                                    |
| 16.11.2011       | 05  | Płonie ognisko w lesie                 | Pożar                               | Fire, Fire, Burning Bright         |
|                  |     |                                        |                                     |                                    |
| 17.11.2011       | 06  | Przyjaciółki                           | Prawdziwi przyjaciele               | Fast Friends                       |
|                  |     |                                        |                                     |                                    |
| 18.11.2011       | 07  | Zraniona Pepper                        |                                     | Pepper’s Pain                      |
|                  |     |                                        |                                     |                                    |
| 21.11.2011       | 08  | Trudna prawda                          |                                     | The Awful Truth                    |
|                  |     |                                        |                                     |                                    |
| 22.11.2011       | 09  | Rywalizacja                            |                                     | The Competition                    |
|                  |     |                                        |                                     |                                    |
| 23.11.2011       | 10  | Prymuska                               |                                     | The Can-Do Kid                     |
|                  |     |                                        |                                     |                                    |
| 24.11.2011       | 11  | Najkorzystniejsza strata               |                                     | The Best Loss                      |
|                  |     |                                        |                                     |                                    |
| 25.11.2011       | 12  | Szef Bailey                            |                                     | Boss Bailey                        |
|                  |     |                                        |                                     |                                    |
| 26.11.2011       | 13  | Nowy przyjaciel Baileya                |                                     | Bailey's New Friend                |
|                  |     |                                        |                                     |                                    |
| 26.11.2011       | 14  | Pierwsza miłość                        |                                     | First Love                         |
|                  |     |                                        |                                     |                                    |
| 26.11.2011       | 15  | Podarunek                              |                                     | A True Gift                        |
|                  |     |                                        |                                     |                                    |
| 26.11.2011       | 16  | Molly i Chili                          |                                     | Molly and Chili                    |
|                  |     |                                        |                                     |                                    |
| 26.11.2011       | 17  | Dzikie konie                           |                                     | Wild Horses                        |
|                  |     |                                        |                                     |                                    |
| SERIA DRUGA      |     |                                        |                                     |                                    |
|                  |     |                                        |                                     |                                    |
| 26.11.2011       | 18  | Magia Księżycowej Łąki                 |                                     | Magic in the Moonlit Meadow        |
|                  |     |                                        |                                     |                                    |
| 29.11.2011       | 19  | Zaklinaczka koni                       |                                     | The Horse Whisperer                |
|                  |     |                                        |                                     |                                    |
| 30.11.2011       | 20  | Mosey                                  |                                     | Mosey                              |
|                  |     |                                        |                                     |                                    |
| 01.12.2011       | 21  | Wielka parada                          |                                     | The Big Parade                     |
|                  |     |                                        |                                     |                                    |
| 02.12.2011       | 22  | Skrzydlate szczęście                   |                                     | The Bluebird of Happiness          |
|                  |     |                                        |                                     |                                    |
| 05.12.2011       | 23  | Jeździecka elegancja                   |                                     | Riding In Style                    |
|                  |     |                                        |                                     |                                    |
| 06.12.2011       | 24  | Zagraniczna wyprawa                    |                                     | International Sarah                |
|                  |     |                                        |                                     |                                    |
| 07.12.2011       | 25  | Zmiana stylu                           |                                     | Changing Spots                     |
|                  |     |                                        |                                     |                                    |
| 08.12.2011       | 26  | Galeria plotek                         |                                     | The Whispering Gallery             |
|                  |     |                                        |                                     |                                    |
| SERIA TRZECIA    |     |                                        |                                     |                                    |
|                  |     |                                        |                                     |                                    |
| 09.12.2011       | 27  | Sekret                                 |                                     | The Secret                         |
|                  |     |                                        |                                     |                                    |
| 09.12.2011       | 28  | Nowi                                   |                                     | The Newbies                        |
|                  |     |                                        |                                     |                                    |
| 13.12.2011       | 29  | Nowa inwestycja                        |                                     | A New Development                  |
|                  |     |                                        |                                     |                                    |
| 14.12.2011       | 30  | Szczeniak                              |                                     | New Pup in Town                    |
|                  |     |                                        |                                     |                                    |
| 15.12.2011       | 31  | Koń o imieniu River                    |                                     | A Horse Named River                |
|                  |     |                                        |                                     |                                    |
| 16.12.2011       | 32  | Ostatnia kropla                        |                                     | The Last Drop                      |
|                  |     |                                        |                                     |                                    |
| 19.12.2011       | 33  | Brak wiadomości to najlepsza wiadomość |                                     | No News is Good News               |
|                  |     |                                        |                                     |                                    |
| 20.12.2011       | 34  | Komórka                                |                                     | Talk Talk                          |
|                  |     |                                        |                                     |                                    |
| 21.12.2011       | 35  | Źrebaki                                |                                     | Oh, Baby                           |
|                  |     |                                        |                                     |                                    |
| 22.12.2011       | 36  | Dni dziedzictwa                        |                                     | Heritage Days                      |
|                  |     |                                        |                                     |                                    |
| 23.12.2011       | 37  | Księżniczka                            |                                     | The Princess                       |
|                  |     |                                        |                                     |                                    |
| 26.12.2011       | 38  | Zbędny ciężar                          |                                     | Added Weight                       |
|                  |     |                                        |                                     |                                    |
| 27.12.2011       | 39  | Siostro, siostro                       |                                     | Sister, Sister                     |
|                  |     |                                        |                                     |                                    |